# 레너드 피코프

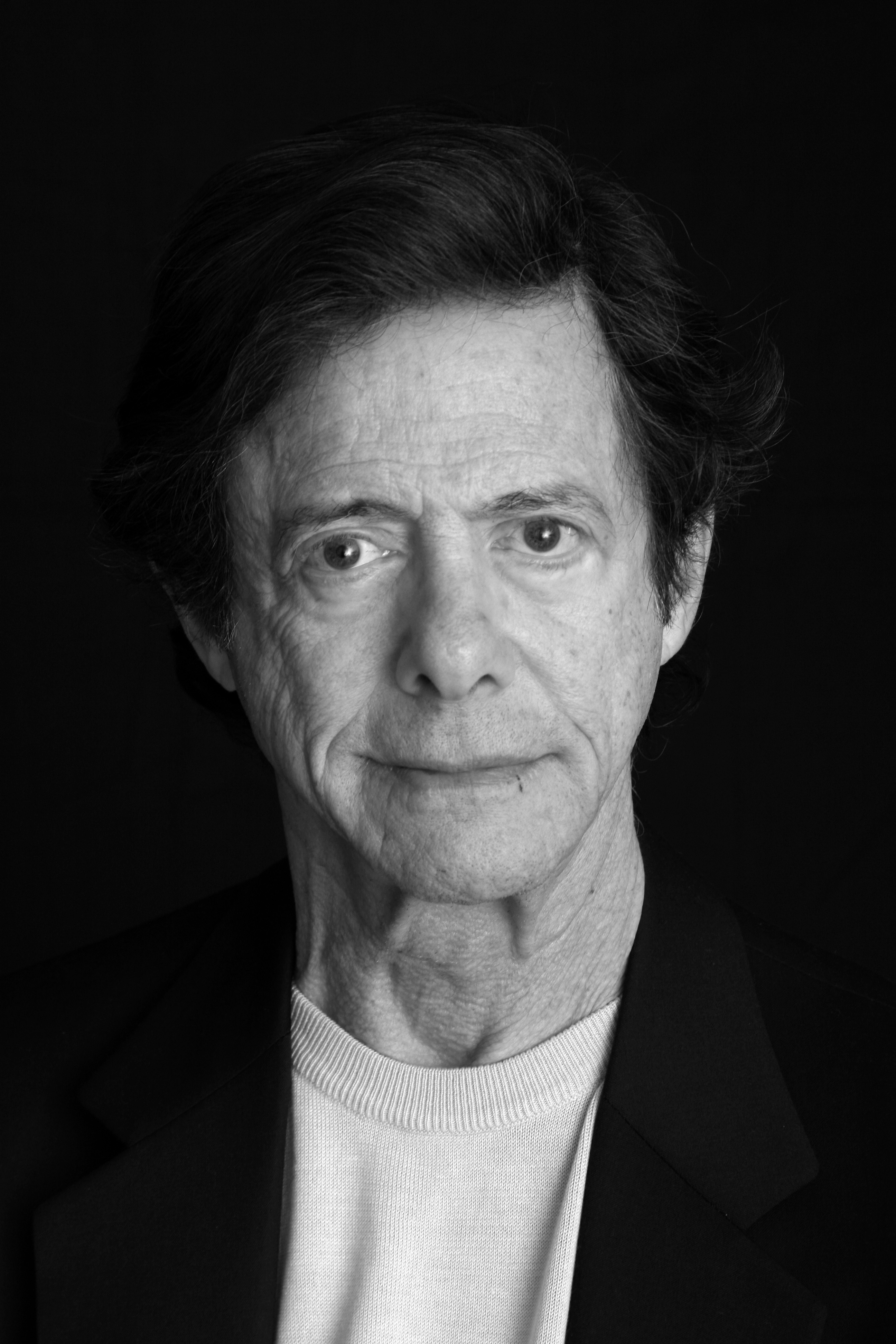

레너드 피코프(Leonard Peikoff, 1933년 10월 15일 ~ )는 캐나다 출신 미국인 철학자이며 객관주의 철학자로 아인 랜드의 철학을 계승하였다. 1985년에 아인 랜드 연구소(Ayn Rand Institute, ARI)를 창립하였고 철학에 관한 책을 여러 권 썼다.

## 인식론
그의 저서인 <논리적 비약: 물리학에서의 귀납법>에서 그는 철학에서 귀납의 문제라는 것은 존재할 수가 없다고 주장하였다.

## 정치적 견해
그는 자유방임 자본주의를 주장하면서 정부의 사회에서의 역할은 야경국가로 제한되어야 하며 그것은 개인을 폭력과 사기가 발생하는 것으로부터 보호하게 된다고 생각했다. 그는 조세, 공립 학교 제도, 복지와 사업 규제 등을 반대하였으며 포르노그래피, 안락사, 줄기세포 연구를 통제하는 것도 반대하였다.
낙태권리를 찬성하였으며, 임신중단권 운동을 하는 자들도 또한 비판하였는데, 그 용어 자체가 깊은 철학적 의미를 훼손한다는 이유였다. 또한, 동의를 할 수 없는 아이에게 포경 수술을 하는 것은 범죄이며 죄악이라고 주장하였다.

## 나치즘에 대한 견해
페이코프는 나치즘의 책임이 이마누엘 칸트에게 있다고 주장한다. 그는 나치의 강제 수용소가 반아리스토텔레스주의자인 칸트를 따르는 자들의 이론과 꿈의 구현이라고 주장하였다.

## 저서
- 불길한 유사점 (The Ominous Parallels)

## 같이 보기
- 미국 철학
- 자유 시장
- 존재론
- 실재론
- 역사철학